# 33994 Редждюфур
33994 Редждюфур (33994 Regidufour) — астероїд головного поясу, відкритий 26 липня 2000 року.
Тіссеранів параметр щодо Юпітера — 3,593.